# Plains of Elysium
Plains of Elysium – trzeci studyjny album Madisa, wydany 18 sierpnia 2023. Promował go singiel  "Mount Olympus” wydany 7 lipca 2023. Do singla został wydany klip wideo nakręcony w Planetarium Śląskim w Chorzowie. Drugi singiel promujący, „Redstorm”, wydany został 4 sierpnia 2023, natomiast trzeci, tytułowy „Plains of Elysium” 1 września 2023. Również do niego nakręcono klip w Planetarium Śląskim. Album został wydany na fizycznych nośnikach CD i winylu oraz w wersji cyfrowej w jakości 24bit/96kHz.
Jest to ostatnia część trylogii, traktująca o planowanej podróży człowieka na Marsa. W utworze „Jezero”, który nazwę wziął od krateru na terenie którego 18 lutego 2021 pomyślnie wylądował łazik NASA o nazwie „Perseverance”, można usłyszeć jako elementy perkusyjne, odgłosy wydawane przez gąsienice łazika. Pierwszy singiel, „Mount Olympus” nazwę wziął od najwyższej na ten moment znanej w Układzie Słonecznym góry Olympus Mons. Ostatni utwór na płycie, nazwę zaczerpnął od dwóch naturalnych satelitów Marsa – Fobosa i Deimosa (Strach i Groza). Symbolizuje jednocześnie to co początkowo może odczuwać ludzkość po zdobyciu Czerwonego Globu.  

## Lista utworów
1. "Matter Of Time" – 7:10
2. "Mount Olympus" – 8:33
3. “Plains of Elysium" – 7:42
4. "Jezero" – 3:25
5. "Redstorm" – 8:25
6. "Distant Earth" – 7:08
7. "Phobos and Deimos" – 7:28